# جان فيليب بيرغيرون
جان فيليب بيرغيرون هو كاتب وشاعر كندي، ولد في 1978 في سان هياسنت في كندا.